# Fulgencia Romay
Fulgencia Romay Martínez (* 16. Januar 1944 in Havanna) ist eine ehemalige kubanische Leichtathletin und zweifache Olympiamedaillengewinnerin.

## Karriere
Romay spielte zunächst Volleyball und gelangte erst im Alter von 18 Jahren zur Leichtathletik. International trat Romay erstmals bei den Panamerikanischen Spielen 1963 in São Paulo in Erscheinung, wo sie in der 4-mal-100-Meter-Staffel mit Miguelina Cobián, Irene Martínez und Nereida Borges die Silbermedaille gewann. Außerdem wurde sie im 100- und 200-Meter-Lauf jeweils Fünfte.
Bei den Olympischen Spielen 1968 in Mexiko-Stadt belegte sie in der Staffel zusammen mit Marlene Elejarde, Violeta Quesada und Miguelina Cobián den zweiten Platz hinter der US-amerikanischen und vor der sowjetischen Mannschaft. Die vier Sprinterinnen wurden damit zu den ersten weiblichen Olympiamedaillengewinnern aus Kuba. Romay startete in Mexiko auch über 100 und 200 Meter, konnte sich hier jedoch nicht für das Finale qualifizieren. Im folgenden Jahr wurde sie bei den Zentralamerika- und Karibikmeisterschaften in ihrer Heimatstadt Havanna im 100-Meter-Lauf Zweite hinter Cobián. Dasselbe Resultat erzielte sie bei den Zentralamerika- und Karibikspielen 1970 in Panama-Stadt, wo sie außerdem im 200-Meter-Lauf die Bronzemedaille hinter Cobián und Quesada errang.
1971 siegte Romay bei den Zentralamerika- und Karibikmeisterschaften in Kingston sowohl über 100 als auch über 200 Meter. Im selben Jahr gewann sie bei den Panamerikanischen Spielen in Cali Silbermedaillen im 200-Meter-Lauf hinter der Kanadierin Stephanie Berto sowie zusammen mit Carmen Valdés, Silvia Chivás und Marlene Elejarde in der Staffel. Bei den Olympischen Spielen 1972 in München belegten Elejarde, Valdés, Romay und Chivás den dritten Rang hinter den Mannschaften der Bundesrepublik Deutschland und der DDR.
Dasselbe kubanische Quartett errang bei den Panamerikanischen Spielen 1975 in Mexiko-Stadt eine weitere Silbermedaille. Für Romay war es der letzte große internationale Erfolg. Zu den Olympischen Spielen 1976 in Montreal trat sie zwar noch einmal mit der Staffel an, verpasste aber die Qualifikation für das Finale.
Nach ihrem Rückzug vom aktiven Sport 1977 betätigte sie sich als Trainerin.
Im November 2005 erhielt sie als Ehrung für ihre Laufbahn die offizielle Aufnahme in die Ruhmeshalle der Leichtathletikföderation Zentralamerikas und der Karibik (CACAC).